# Acilius japonicus
Acilius japonicus är en skalbaggsart som beskrevs av Brinck 1939. Acilius japonicus ingår i släktet Acilius och familjen dykare. Inga underarter finns listade i Catalogue of Life.